# Mauricio Garcés
Mauricio Feres Yazbek, mais conhecido por seu nome artístico Maurício Garcés (Tampico, Tumalipas, 16 de dezembro de 1926  - Cidade do México, 27 de fevereiro de 1989), foi um ator e comediante mexicano, famoso por seus personagens galanteadores e refinados, ao estilo Don Juan.

## Infância e início de carreira
Nascido em uma família de imigrantes libaneses, que vieram ao México em 1920, após a dominação turca sobre aquele país. Nasceu sendo o caçula de três irmãos, no ano de 1926.
Seus pais, José Ferez e Mahiba Yazbek, eram donos de uma loja de roupa que confeccionavam uniformes aos trabalhadores petroleiros do Porto de Tampico. Sua mãe desenhava e confeccionava os uniformes, e seu pai, ensinava espanhol aos demais colaboradores, que também eram imigrantes.
Mauricio cresceu neste ambiente, e isso contribuiu, futuramente, para a construção do arquétipo de seus personagens. Após uma grande inundação atingir o estado de Tampico, em 1935, sua família perde todo o patrimônio da confecção, e se decide mudar para a capital mexicana, em busca de melhores oportunidades.
Com nove anos de idade, Mauricio começou a se encantar pelo mundo das artes cênicas, contando com a influência de seu tio, que era fotógrafo de celebridades, e tinha livre acesso dentro dos sets de gravação.
Em 1950, graças ao seu tio que se tornou produtor, estrelou seu primeiro filme: El Señor Gobernador (O Senhor Governador), que lhe abriria caminho para mais duas obras no ano seguinte: Por querer Una mujer (1951), e Radio Patrulla (1951).
Após um longo período sem atuar no cinema, ele conhece Rafael Banquells, a quem o orienta a buscar peças teatrais, com um tom de comédia, para iniciar nos palcos.
Estreia no teatro em 1957, com a peça ¿Alo, Alo?...Numero Equivocado, onde descobre sua veia artística para à comédia. Neste mesmo ano, ingressa na televisão, e um ano mais tarde, estrela junto com seu amigo Rafael Banquells o primeiro grande sucesso das novelas mexicanas: Gutierritos.

## Vida Pessoal
Mauricio nunca se casou, e sempre viveu ao lado de sua mãe, algo que levantava rumores quanto a sua orientação sexual. Porém, muitos dizem que ele soube aproveitar sua vida de solteiro, sempre na boêmia, ao lado de belas mulheres, e apostando em jogos de azar. Sendo às corridas de cavalo à sua maior paixão.

## Últimos anos e morte
Após um longo período de trabalho na televisão e no cinema, a saúde de Mauricio começa a se deteriorar, muito em conta de seus excessos. Entre 1981/82, descobre uma doença pulmonar, por conta do cigarro, no qual fumava de 3 à 4 carteiras por dia.
Suas aparições na TV foram ficando cada vez mais escassas, e sua dificuldade em falar ficava evidente.
Mauricio Garcés faleceu de câncer no pulmão, em 27 de fevereiro de 1989.